# James Saito
Pour les articles homonymes, voir Saito.
James Saito est un acteur américain, né le 6 mars 1955 à Los Angeles.

## Filmographie

### Cinéma
- 1980 : The Idolmaker
- 1984 : Hot Dog... The Movie : Kendo Yamamoto
- 1990 : Mortal Sins : Park Sung
- 1990 : Les Tortues Ninja (Teenage Mutant Ninja Turtles) : Shredder / Oroko Saki
- 1993 : Silent Cries : Soldat japonais
- 1995 : La Proie (The Hunted) : Nemura
- 1995 : Une journée en enfer (Die Hard: With a Vengeance) : le propriétaire coréen
- 1997 : Henry Fool : M. Deng
- 1997 : L'Associé du diable (The Devil's Advocate) : Takaori Osumi
- 1997 : Maman, je m'occupe des méchants! (Home Alone 3) : Chef de la mafia chinoise
- 1999 : Thomas Crown (The Thomas Crown Affair) : Paul Cheng
- 2001 : Pearl Harbor : Aide japonaise
- 2001 : Love the Hard Way : Akiri
- 2001 : Another Bed : Bruce
- 2003 : Robot Stories : Roy / Groper
- 2005 : Ghost Dance : John Lu
- 2006 : Brother's Shadow : Chef de ligne
- 2012 : L'Odyssée de Pi de Ang Lee : l'assureur
- 2013 : From the Rough : Won-Sik
- 2014 : While We're Young : Dr. Nagato
- 2014 : Big Eyes : le juge
- 2015 : Nos souvenirs : Dr. Takahashi
- 2017 : Wilson : Warren Kudo
- 2017 : Liaisons à New York : James
- 2019 : Séduis-moi si tu peux ! (Long Shot) de Jonathan Levine : le Ministre Kishido
- 2019 : Always Be My Maybe de Nahnatchka Khan : Harry
- 2020 : Tigertail : Hank
- 2020 : Algorithm : Bliss : Dr. Stein
- 2021 : Love Hard de Hernán Jiménez : Bob Lin[1]

### Télévision

#### Séries télévisées
- 1985 : Deux flics à Miami (Miami Vice) : Howie Wong (saison 1, épisode 15)
- 1985 : MacGyver : Ming (saison 1, épisode 2 "Le triangle d'or")
- 2008 : Eli Stone : Dr Chen (26 épisodes)
- 2009 : The Unit : Commando d'élite : Chu
- 2010 : Rubicon : Mooney
- 2011 : On ne vit qu'une fois : Juge Lee (8 épisodes)
- 2012 : 30 Rock : Chef
- 2012 : Person of Interest : Glen
- 2013 : Hawaii 5-0 : David Toriyama
- 2014 : Madam Secretary : le ministre japonais des Affaires étrangères Shimbakura
- 2016 : House of Cards : Dr. Krebs
- 2017 : The Deuce : Kim (2 épisodes)
- 2018 : Cloak & Dagger : Bernard Sanjo
- 2018 : Instinct : Haru Onishi
- 2018 : Elementary : Dr. Ken Fukata
- 2018 : Iron Fist : Yü-Ti
- 2018 : New Amsterdam : Andrew Nomura
- 2019 : Broad City : Trang
- 2019 : The Terror : Wilson Yoshida (3 épisodes)
- 2019 : Modern Love : Kenji
- 2019-2020 : Prodigal Son : Dr. Stanley Higa
- 2020 : Altered Carbon :  Tanaseda Hideki (5 épisodes)
- 2020 : Grey's Anatomy : Herschel Katano
- 2020 : At Home with Amy Sedaris : Albert
- 2020 : Dash & Lily : Arthur Mori (6 épisodes)
- 2023 : Ces liens qui nous unissent (The Company You Keep) : Joseph Hill (10 épisodes)

#### Téléfilms
- 1976 : Farewell to Manzanar : Richard Wakatsuki
- 1980 : The Golden Moment: An Olympic Love Story
- 1980 : Enola Gay: The Men, the Mission, the Atomic Bomb : Lieutenant Tatsuo Yamato
- 1981 : The Two Lives of Carol Letner : un professeur
- 1983 : Girls of the White Orchid : Officier #1
- 1985 : Covenant : Cabbie
- 1986 : La Fleur ensanglantée (Blood & Orchids : Halehone
- 1988 : C.A.T. Squad: Python Wolf
- 1992 : Le Pouvoir et la haine (To Be the Best) : Tony Chiu
- 1996 : The Tomorrow Man  : Dr. Lorechi
- 2000 : Rock the Boat : un policier
- 2010 : Blue Bloods : Dennis Eng
- 2011 : Too Big to Fail : l'homme chinois
- 2018 : Paterno : le docteur
- 2020 : L'accord parfait de Noël (The Christmas Bow) de Clare Niederpruem : Grand-père Joe